# 12-й Могилів-Подільський укріплений район

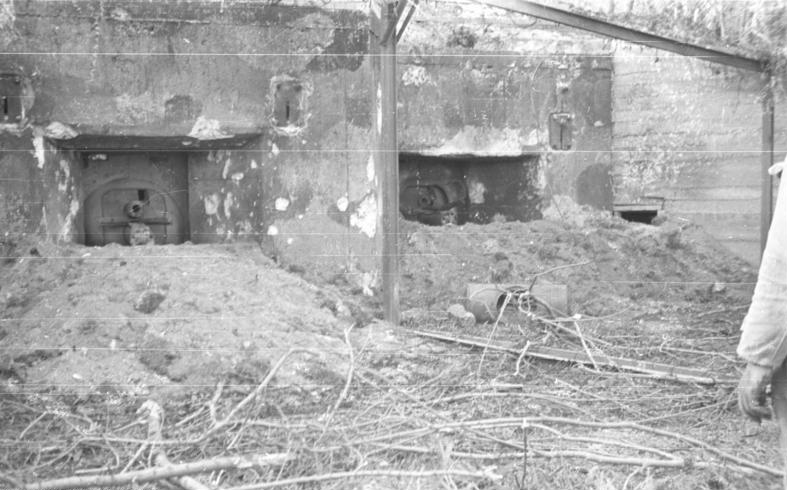
Зруйновані капонірні установки 76-мм гармати зразка 1902 року на лафеті зразка 1932 (12-й УР)

12-й Могилів-Подільський укріплений район (12-й УР, Могилів-Ямпільський УР) — комплекс оборонних споруд, зведений у 30-х рр. XX ст. в Україні. Проходив по східному березі Дністра і примикав правим флангом до Летичівського УР.

## Історія

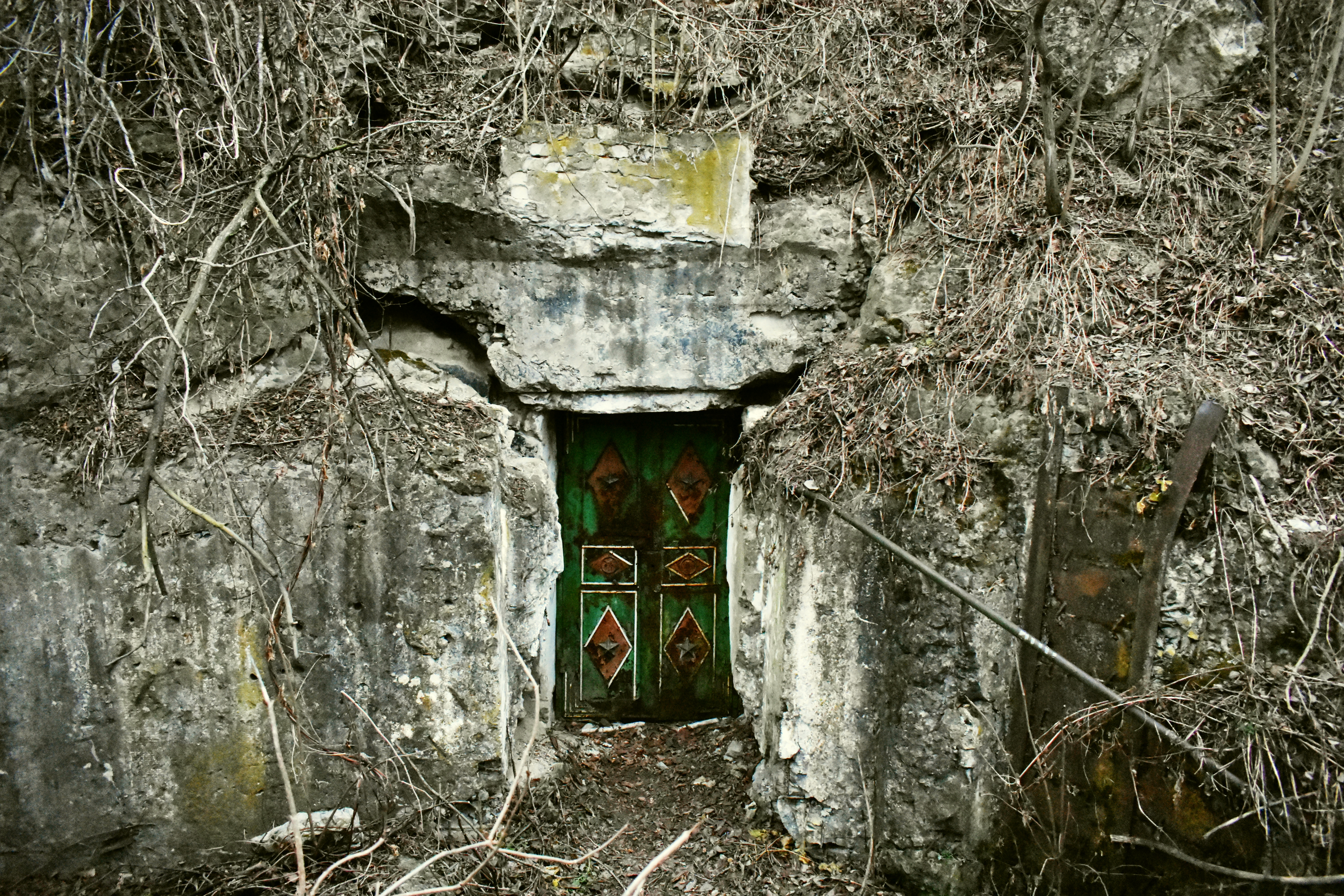
ДОТ 112 м. Могилів-Подільський

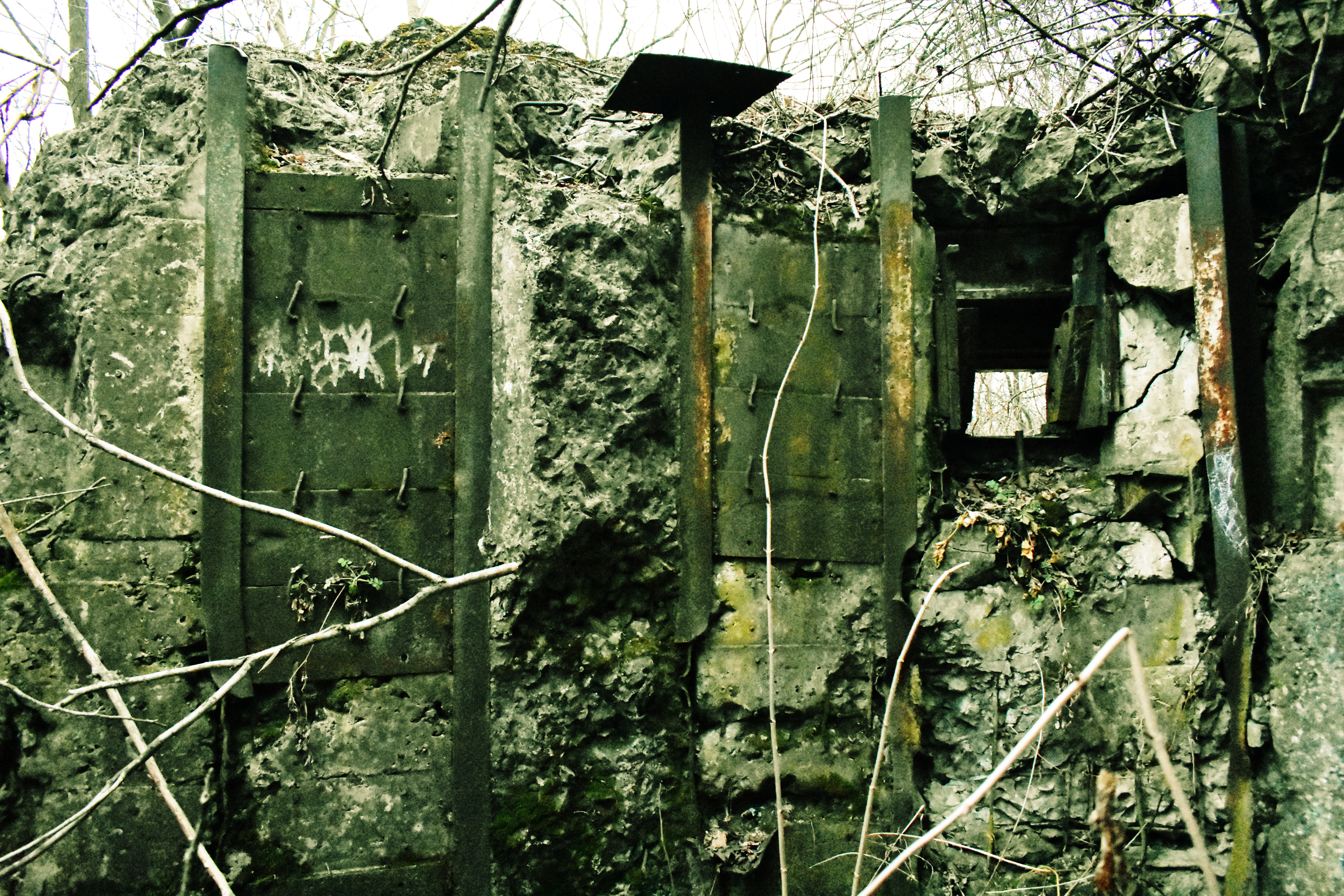
ДОТ 112 м. Могилів-Подільський

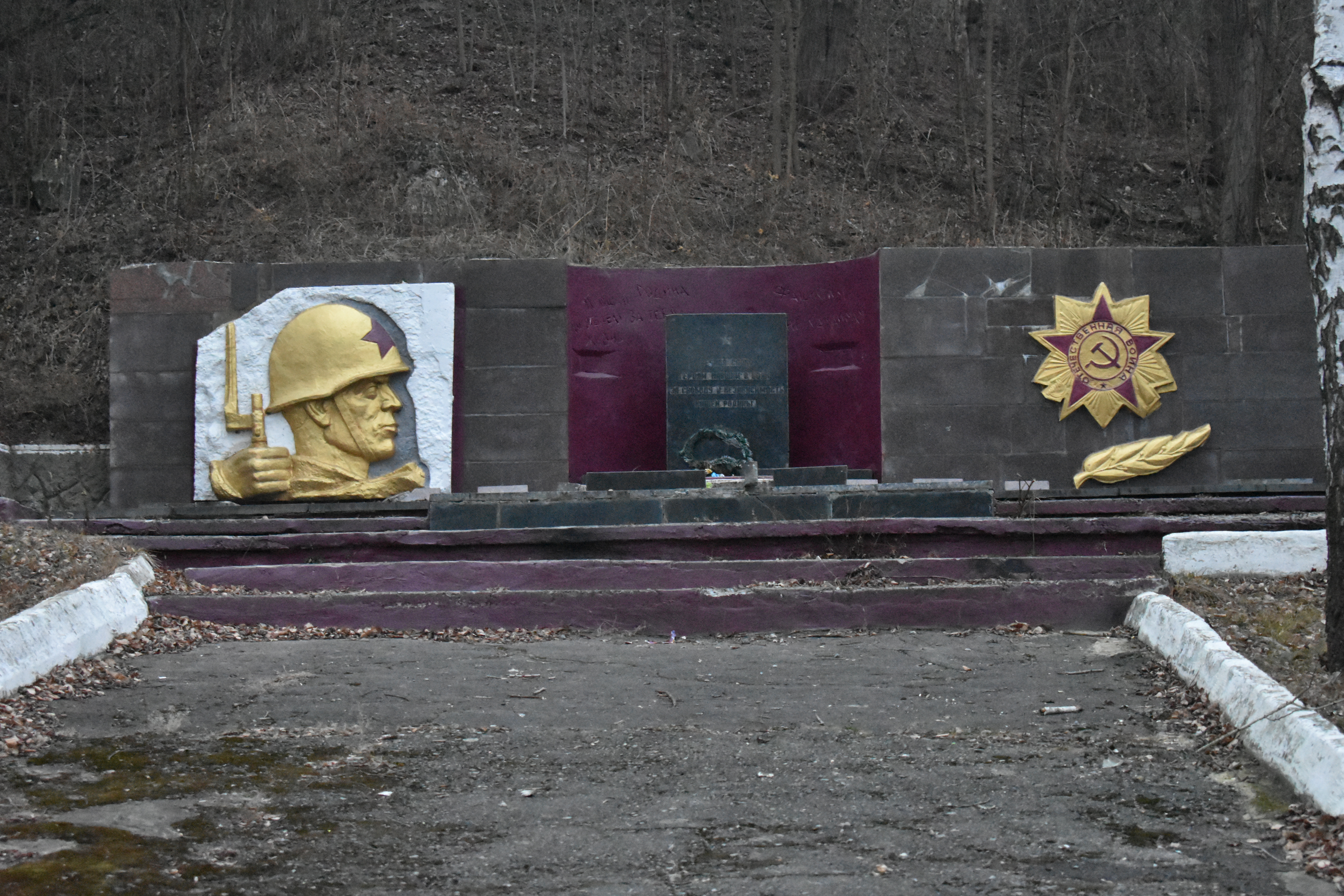
ДОТ 112 м. Могилів-Подільський, меморіал

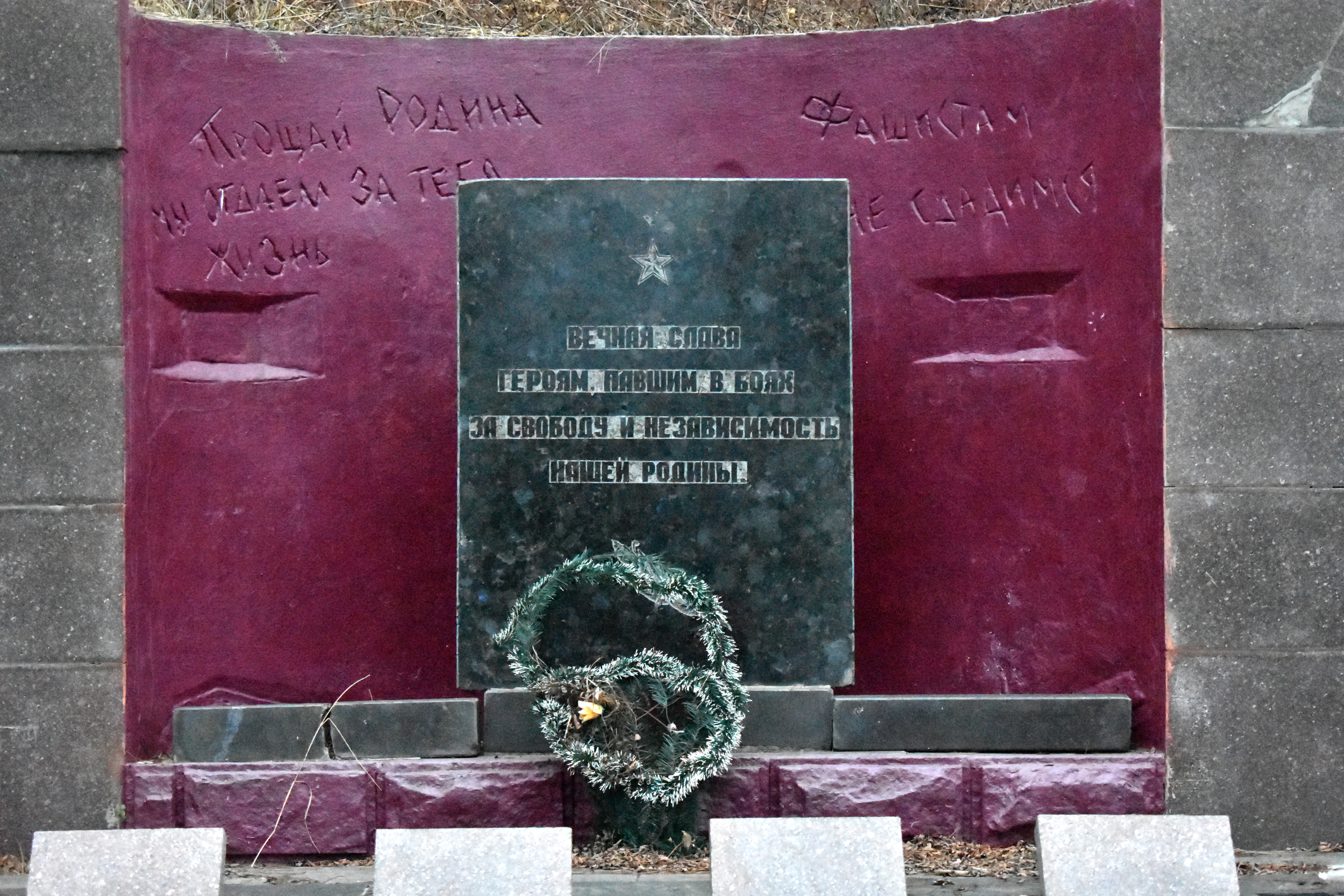
ДОТ 112 м. Могилів-Подільський, меморіал

У 1931 році Комісія оборони ухвалила розпочати будівництво в Українському військовому окрузі (УВО) 5 нових укріпрайонів: Коростенського, Летичівського, Могилів-Ямпільського, Рибницького та Тираспольського. Будівництво 12-го УР завершено до 1938 року.
26 липня 1938 року Головна військовий рада Червоної армії Київський військовий округ перетворила в Київський особливий військовий округ і створила в окрузі армійські групи. Могилів-Ямпільський укріплений район увійшов до складу Вінницької армійської групи.
Протяжність укріпрайону становила 120 км, а глибина — до 5 км. Його особливістю було те, що практично не мав передпілля, оскілки передовим кордоном була річка Дністер та її обривисті береги. Правий фланг УР (с. Серебрія) примикав до Летичівського УР, лівий фланг закінчувався у с. Грушки, взаємодіючи з Рибницьким укріпрайоном.
Основним завданням 12-го УР було прикриття лінії державного кордону та захист району розгортання польових армій.
Згідно з доповідною запискою заступника наркома НКВС України Б. З. Кобулова від 16 січня 1939 року, на території Могилів-Ямпільського укріпленого району було 297 вогневих споруд (279 дотів та 18 артилерійських напівкапонірів). УР був розбитий на два сектори: 1-й сектор знаходився на правому фланзі УР і розташовувався на території Мурованокуриловецького, Новоушицького, Яришівського і частково Могилів-Подільського районів, а 2-й сектор на лівому фланзі УР на території Ямпіль-Подільського і частково Могилів-Подільського районів.
Кобулов зазначав, що матеріальна частина вогневих споруд на той момент перебувала у незадовільному стані. На території 2-го сектора три вогневих напівкапоніри — «Скеля», «Партизан» і «Мюд» — не мали фільтровентиляційного обладнання. В ОПК «Сталін», «Єжов» і «Димитров» фільтри були, але бракувало вентиляторів потужністю 5 тис. м³/год. Крім того, було виявлено низку інших серйозних недоліків у стані напівкапонірної артилерії, укомплектованості штату, бойової підготовки тощо.
На початку Другої світової війни 12-й УР входив до складу 12-ї армії Південно-Західного фронту, проте потім перепідпорядкований 18-й армії Південного фронту.
У липні 1941 року німці прорвали Летичівський УР і почали розвивати наступ у південному й південно-східному напрямках, погрожуючи обходом правого крила Південного фронту. Внаслідок цього вранці 19 липня штаб фронту видав директиву № 20/ОП, згідно з якою все озброєння і майно Могилів-Подільського УР мало бути вивезено, а оборонні споруди УР підірвані.
Уночі проти 22 липня командувач військ 18-ї армії наказав командиру 55-го стрілецького корпусу і частинам Могилів-Подільського УР відійти на рубіж Вапнярка — Мястківка — Грушка і до ранку 22 липня зайняти там оборону. Здійснення вивезення озброєнь і вибух УР покладалося на командира 55-го ск.
31 серпня 1941 року укріплений район розформований.

## Склад
- Управління УР
- 41-й окремий кулеметний батальйон
- 50-й окремий кулеметний батальйон
- 135-й окремий батальйон зв'язку
- 153-й окремий саперний батальйон
- 230-й окремий автотранспортний батальйон
- 85-й польовий автохлібзавод[4]

## Підпорядкування
| На дату    | Фронт                   | Армія       |
| ---------- | ----------------------- | ----------- |
| 01.07.1941 | Південно-Західний фронт | 12-та армія |
| 10.07.1941 | Південний фронт         | 18-та армія |
| 01.08.1941 | Південний фронт         | 18-та армія |

## Коменданти
- Давидовський (Давидовський) Яків Львович (1931-1933).
- Філіповський Михайло Сергійович ( ? - 05 січня 1935).
- Раудмец Іван Іванович (05 січень 1935 — 11 червня 1937)[5].
- Парусинов Пилип Олексійович (липень 1937 — липень 1938).
- Могильовчик Євдоким Андрійович (червень 1940 — березень 1941), полковник.
- Ігнатьєв Сергій Олександрович (з березня 1941), полковник.